# Új Nemzedék (folyóirat, 1925)
Új Nemzedék – Szatmárnémetiben 1925-ben indult „vakációs és ifjúsági füzetek” címmel, P. Olasz Péter által szerkesztett lap, a Jóbarát egyik elődje. Ezzel a címmel összesen 5 füzete jelent meg az év június–szeptember között, benne Balogh Edgár (Kessler Edgár), Bányai László (Baumgarten László), Blaskó Mária, Dsida Jenő, Magyar Bálint, Sík Sándor, Szalacsy Rácz Imre, Teveli József, Vernes Gyula írásaival, Lenk Andor rajzaival.